# Tricase
'Tricase' é uma comuna italiana da região da Puglia, província de Lecce, com cerca de 17.385 habitantes. Estende-se por uma área de 43,64 km², tendo uma densidade populacional de 398 hab/km². Faz fronteira com Montesano Salentino.

## Demografia
| Variação demográfica do município entre 1861 e 2011                               |
|                                                                                   |
| Fonte: Istituto Nazionale di Statistica (ISTAT) - Elaboração gráfica da Wikipedia |